# Козловиці (Фридек-Містек)
Козловиці (чеськ. Kozlovice) — муніципалітет в Мораво-Сілезькому краї, в окрузі Фрідек-Містек в долині річки Ондржейниці. Населений пункт розташований в передгір'ї Бескидів, межує з пагорбами Табор і Стражниці та масивом Ондржейнік. До складу муніципалітету входить село Мерковиці. Населення становить 3 061 осіб, станом на 2021 рік.
Козловиці входять до Асоціації міст та муніципалітетів басейну річки Ондржейніце. Нині муніципалітет переживає значний розвиток підприємницької діяльності, дуже часто пов'язаної з розвитком туризму. Клімат помірний, холодні зими та тепле літо.

## Походження назви
Із заснуванням у 1294 році, населений пункт отримав німецьку назву «Позмансдорф», проте вже у 1359 році, муніципалітет згадується під чеською назвою «Козловіце», яка походить від особистого імені Козел. Відношення німецької назви до чеської залишається невідомим.

## Околиці села
Козловиці розташовані у долині трьох гір(Скалка, Воєводка та Столарка), через яку протікає річка Ондржейниці. Крім трьох згаданих вершин, муніципалітет оточують також Кралова гора (гора міфічних скарбів), Бачів копець, Казнічов, Стражнице, Табор та інші.

## Об'єкти та пам'ятки
У селі є дитячий садок і школа початкового рівня освіти, а також бібліотека. Для спортсменів у Козловіцях є спортивно-оздоровчий центр, який пропонує великий і малий тренажерні зали, кімнату для пінг-понгу, відкритий ігровий майданчик та багатофункціональний зал відпочинку, яким керує школа. Для любителів зимових видів спорту тут є трамплін.
У центрі муніципалітету знаходиться римо-католицький костел 18 століття, пам'ятка культури.